# Cinque casi per l'investigatore Jelling
Cinque casi per l'investigatore Jelling è una raccolta di romanzi di Giorgio Scerbanenco. Contiene i primi cinque testi del ciclo di Arthur Jelling, il singolare funzionario della polizia di Boston protagonista di queste storie. Altri due romanzi della serie, allora inediti, furono riscoperti in seguito, e infine pubblicati.

## Trama
In questo libro, Arthur Jelling affronta una serie di cinque casi intricati e misteriosi che mettono alla prova le sue capacità investigative e il suo acume. Dai quartieri più oscuri di Boston agli ambienti più esclusivi della città, Jelling si trova ad affrontare crimini apparentemente insolubili, riuscendo sempre a risolverli grazie alla sua dedizione e intelligenza. Ogni caso offre un nuovo spaccato della società bostoniana e dei suoi segreti più oscuri.

## Edizioni
- Cinque casi per l'investigatore Jelling, Prefazione e cura di Oreste Del Buono, Milano, Frassinelli, 14 novembre 1995, ISBN 978-88-768-4354-9.